# جون تي. هيرد
جون تي. هيرد هو محامي وسياسي أمريكي، ولد في 29 أكتوبر 1840 في Georgetown, Missouri ‏ في الولايات المتحدة، وتوفي في 27 يناير 1927 في لوس أنجلوس في الولايات المتحدة. نشط حزبياً في الحزب الديمقراطي. وقد انتخب عضو مجلس ولاية ميزوري ‏ وانتخب عضو مجلس نواب ولاية ميزوري ‏ وانتخب عضو مجلس النواب الأمريكي ‏.